# Jadwiga Dyakowska
Jadwiga Dyakowska (ur. 1 lutego 1905 w Zakopanem, zm. 7 września 1992 w Krakowie) – polska botaniczka, historyczka botaniki i kynolog, wykładowca Uniwersytetu Jagiellońskiego, popularyzatorka nauki.

## Życiorys
Jadwiga Dyakowska była trzecią, najmłodszą córką Bohdana Dyakowskiego, pisarza, dydaktyka, współzałożyciela Ligi Ochrony Przyrody oraz Antoniny z Pfaffiusów. Ukończyła prywatne liceum im. H. Kaplińskiej w Krakowie. W latach 1923–1928 studiowała na Wydziale Filozoficznym Uniwersytetu Jagiellońskiego, była uczennicą Władysława Szafera. Tytuł doktora filozofii uzyskała 26 czerwca 1929 roku na podstawie pracy Historia torfowiska na Czerwonem pod Nowym Targiem w świetle analizy pyłkowej. Od 1930 roku była starszym asystentem, od 1937 roku adiunktem Instytutu Botanicznego Uniwersytetu Jagiellońskiego. Specjalizowała się w paleobotanice i palinologii. Także od około 1930 roku sprawowała opiekę nad księgozbiorem Instytutu Botanicznego, pozostawiając go w chwili przejścia na emeryturę jako największe botaniczne zbiory biblioteczne w Polsce. Angażowała się w działalność na rzecz ochrony przyrody i popularyzację nauki, między innymi poprzez publikację artykułów w czasopismach dziecięcych i młodzieżowych.
Okres okupacji spędziła pracując jako adiunkt w Ogrodzie Botanicznym, uczestniczyła w nauczaniu na Tajnym Uniwersytecie Jagiellońskim. Po zakończeniu wojny pozostała wykładowcą na Uniwersytecie, w 1954 roku otrzymała tytuł docenta, w 1968 profesora nadzwyczajnego. W latach 1964–1966 była prodziekanem Wydziału Biologii i Nauk o Ziemi. Od 1970 roku pełniła funkcję kierownika Zakładu Paleobotaniki Instytutu Botaniki UJ. W pracy naukowej zajmowała się paleobotaniką czwartorzędu, palinologią i historią botaniki. Była autorką między innymi pierwszego polskiego podręcznika palinologii, Podręcznik palynologii. Metody i problemy (1959), wspólnie z Janem Zurzyckim współautorką Gravimetric studies on pollen (1959), pracy nad pomiarami ciężaru ziaren pyłku. Była także autorką książek popularnych Przymierze z przyrodą (1938), Gawędy dla zuchów (1946), Rośliny podróżują (1951). Służyła konsultacjami botanicznymi Jerzemu Schnayderowi podczas pracy nad tłumaczeniem Historia plantarum Teofrasta. Była członkiem rad naukowych Instytutu Botaniki PAN i Zakładu Ochrony Przyrody PAN, członkiem Zespołu Historii Botaniki Instytutu Historii Nauki, Oświaty i Techniki oraz Komisji Biologicznej Oddziału Krakowskiego Polskiej Akademii Nauk, przewodniczącą Sekcji Historii Botaniki Polskiego Towarzystwa Botanicznego oraz członkiem Polskiego Towarzystwa Geologicznego.
Zajmowała się również kynologią, była aktywną działaczką Związku Kynologicznego w Polsce, międzynarodowym sędzią kynologicznym. Popularyzowała hodowlę owczarka nizinnego i owczarka szetlandzkiego. Interesowała ją historia kynologii. Była autorką prac Przyczynek do historii ras psa domowego (1964) i Psiarstwo w dawnej Polsce (1985). W 1965 roku została Członkiem Honorowym Związku Kynologicznego w Polsce.
Była odznaczona między innymi Krzyżem Kawalerskim (1973) i Oficerskim (1988) Orderu Odrodzenia Polski oraz Medalem Komisji Edukacji Narodowej (1975). Na emeryturę przeszła w 1975 roku. Zmarła 7 września 1992 roku w Krakowie i została pochowana na cmentarzu Rakowickim.
Jej imieniem nazwano utworzone w 1994 roku Muzeum Botaniczne i Pracownię Historii Botaniki Ogrodu Botanicznego w Krakowie.